# Metodo di calcolo misto
Nell'ordinamento italiano, il metodo di calcolo misto detto anche metodo di calcolo pro-rata (Pro rata temporis è una locuzione latina che significa "in proporzione al tempo") è un metodo di calcolo PAYG (ovvero "secondo la legge vigente al momento del pensionamento") della pensione di vecchiaia, utilizzato nei sistemi pensionistici senza copertura patrimoniale.
È stato introdotto con la riforma Dini dopo che per gli iscritti agli enti previdenziali dopo il 1996 è stato introdotto il metodo di calcolo contributivo a capitalizzazione simulata sulla crescita.
In sostanza consiste nel calcolare la pensione utilizzando più metodi di calcolo ad esempio la riforma Dini ha previsto che esso venisse applicato solo a chi aveva maturato al 1/1/1996 meno di 18 anni di anzianità contributiva e consisteva nell'utilizzo del metodo di calcolo retributivo per gli anni di iscrizione fino al 31/12/1995 e del metodo di calcolo contributivo a capitalizzazione simulata sulla crescita per gli anni di iscrizione successivi.
Con la riforma delle pensioni Fornero è stato esteso, dal 2012 anche a chi aveva nel 1996 più di 18 anni di anzianità contributiva.
Importante è leggere questo articolo, che parla di una applicazione pratica in un campo specifico come i Generi di Monopolio di Stato (Tabacchi) ove vi è l'applicazione pratica di questo metodo di calcolo dell'IVA.

## Quadro normativo di riferimento
Il metodo di calcolo misto è stato introdotto con l'art. 1 c. 12 della riforma Dini.

## Applicazione in Italia nel campo della previdenza (pubbliche amministrazioni di forma giuridica privata)
Stralcio dell'art. 3 c. 12 L. 335/1995

12. Nel rispetto dei principi di autonomia affermati dal decreto legislativo 30 giugno 1994, n. 509, e dal decreto legislativo 10 febbraio 1996, n. 103, e con esclusione delle forme di previdenza sostitutive dell'assicurazione generale obbligatoria, allo scopo di assicurare l'equilibrio di bilancio in attuazione di quanto previsto dall'articolo 2, comma 2, del suddetto decreto legislativo n. 509 del 1994, la stabilità delle gestioni previdenziali di cui ai predetti decreti legislativi è da ricondursi ad un arco temporale non inferiore ai trenta anni. Il bilancio tecnico di cui al predetto articolo 2, comma 2, è redatto secondo criteri determinati con decreto del Ministro del lavoro e della previdenza sociale di concerto con il Ministro dell'economia e delle finanze, sentite le associazioni e le fondazioni interessate, sulla base delle indicazioni elaborate dal Consiglio nazionale degli attuari nonché dal Commissione di vigilanza sui fondi pensione (COVIP). In esito alle risultanze e in attuazione di quanto disposto dal suddetto articolo 2, comma 2, sono adottati dagli enti medesimi, i provvedimenti necessari per la salvaguardia dell'equilibrio finanziario di lungo termine, avendo presente il principio del pro rata in relazione alle anzianità già maturate rispetto alla introduzione delle modifiche derivanti dai provvedimenti suddetti e comunque tenuto conto dei criteri di gradualità e di equità fra generazioni. Qualora le esigenze di riequilibrio non vengano affrontate, dopo aver sentito l'ente interessato e la valutazione del Commissione di vigilanza sui fondi pensione (COVIP), possono essere adottate le misure di cui all'articolo 2, comma 4, del decreto legislativo 30 giugno 1994, n. 509.
Anche queste gestioni potevano introdurre il metodo di calcolo misto o pro-rata fin dal 1995, ma ragioni di opportunità politica hanno rimandato la sua applicazione fino al 2012, a seguito della riforma delle pensioni Fornero. Il mantenimento del metodo di calcolo retributivo particolarmente generoso nei confronti degli iscritti, ha reso tali sistemi non riformabili in autonomia se non in rari casi (CNPADC).

### Leggi
- Legge 8 agosto 1995, n. 335, in materia di "Riforma del sistema pensionistico obbligatorio e complementare."
- Legge 8 agosto 1995, n. 335, articolo 1, in materia di "Riforma del sistema pensionistico obbligatorio e complementare."

### News
- Pro rata attenuato per le pensioni liquidate dal 2007, in La lente sul fisco. URL consultato il 14 novembre 2014.
- Nessuno si aspetti una vera pensione!, in Actainrete. URL consultato il 10 marzo 2014.
- Pensioni, dove sono i privilegi, in Il Sole 24 Ore. URL consultato il 15 gennaio 2014 (archiviato dall'url originale il 16 gennaio 2014).

### Sentenze
- Sentenza Corte di Cassazione n. 24221 del 13/11/2014, su teleconsul.it. URL consultato il 13 novembre 2014.
- Sentenza Corte di Cassazione n. 8847 del 18/04/2011 (PDF) [collegamento interrotto], su italgiure.giustizia.it. URL consultato il 1º settembre 2014.

### Web
- Pensions at a Glance 2013: OECD and G20 indicators Italia (PDF), su oecd.org. URL consultato il 9 dicembre 2013.
- Pensions at a Glance 2013: Retirement-Income Systems in OECD and G20 Countries, su oecd.org. URL consultato il 9 dicembre 2013.
- Sistemi finanziari di gestione dei fondi previdenziali e metodi di calcolo delle prestazioni, su docs.google.com. URL consultato il 20 marzo 2013.